# Schöffleiten
Schöffleiten ist ein Ortsteil der Gemeinde Feldkirchen-Westerham. Der Weiler liegt auf einer Höhe von 605 m ü. NN im äußersten Süden der Gemeinde und hat 22 Einwohner (Stand 31. Dezember 2004). Der Weiler befindet sich in dichtem Waldgebiet und wird von der Leitzach durchflossen. Schöffleiten besteht aus den Höfen Auer, Pfeiffer, Fritz und David.
Koordinaten: 47° 52′ N, 11° 52′ O